# Alexandre Koyré
Alexandre Koyré, francosko-ruski filozof in zgodovinar, * 29. avgust 1892, Taganrog, Ruski imperij (danes Rostovska oblast, Rusija), † 28. april 1964, Pariz, Francija.

## Življenje
Alexandre Koyré se je rodil kot Aleksander Vladimirovič Kojrakski (rusko Александр Владимирович Койракский) v mestu Taganrog ruski družini judovskega rodu.
S starši se je mnogo selil po tedanjem Ruskem imperiju: med drugim je živel v Odesi, Tbilisiju in Rostovu na Donu, kjer je obiskoval srednjo šolo. Leta 1908 je zapustil Rusijo in odšel na študij v nemški Göttingen, kjer je med drugim poslušal predavanja filozofov Edmunda Husserla in Adolfa Reinacha ter matematika Davida Hilberta. Leta 1911 je Koyré predstavil Husserlu predlog disertacije o logičnih paradoksih; ker je Husserl njegov predlog zavrnil, se je Koyré preselil v Pariz, kjer je med letoma 191] in 1912 poslušal predavanja Bergsona in Brunschvicga. Leta 1913 je diplomiral iz filozofije s tezo o sholastičnem filozofu Anzelmu iz Canterburyja. 
Ob izbruhu prve svetovne vojne se je Koyré kot prostovoljec pridružil francoski vojski; bojeval se je na vzhodni fronti, po letu 1917 pa v ruski državljanski vojni na strani protirevolucionarnih sil. 
Na začetku leta 1919 se je vrnil v Francijo, kjer je začel s predavanji na pariški École pratique des hautes études. Tam se je spoprijateljil s filozofom Alexandrom Kojèvom, s katerim je sodeloval pri obuditvi zanimanja za Hegla v Franciji. V dvajsetih letih je s študijami o husitskem gibanju sodeloval v delu »praškega krožka« pod vodstvom Romana Jakobsona. Leta 1923 je dokončal svoj doktorat s tezo o ideji Boga v filozofiji svetega Anzelma, leta 1929 pa opravil državni habilitacijski izpit s tezo o filozofiji nemškega mistika Jakoba Boehmeja. Leta 1932 je ustanovil in vodil revijo Recherches philosophiques, ki je spodbudila širjenje fenomenologije v Franciji. V tem obdobju se je zbližal s filozofom Gastonom Bachelardom, ki se je ukvarjal z zgodovino znanosti, in socialnim zgodovinarjem Lucienom Febvrom, ki je preučeval zgodovino mentalitet. Ta sta ga s svojim zgledom spodbudila, da se je usmeril v raziskovanje zgodovine znanosti, kjer je dosegel najpomembnejše uspehe. Pri tem se je zgledoval tudi po francoskem zgodovinarju Émilu Meyersonu. V tem obdobju je ponovno vzpostavil stike s Husserlom, ki je v svojih zadnjih delih (Kartezijanske meditacije in Kriza evropskih znanosti in transcendentalna fenomenologija) povzel nekatere značilne Koyréjeve teze.
Konec tridesetih let je Koyré predaval na Univerzi v Kairu, kjer je dočakal izbruh druge svetovne vojne. Po nacistični zasedbi Francije je vzpostavil stike z bližnjevzhodnimi silami svobodne Francije; poslali so ga v ZDA, da bi tam pri zaveznikih predstavljal De Gaullove sile. V Ameriki je spoznal številne judovske, nemške, francoske in druge emigrante; s skupino pretežno francoskih univerzitetnikov je ustanovil École libre des hautes études (Svobodno šolo za visoke študije). Po vojni je nadaljeval predavateljsko kariero v Franciji in ZDA, predvsem na Princetonu in na Univerzi Johnsa Hopkinsa.
Govoril je rusko, francosko, nemško, angleško, jidiš, latinsko, starogrško in italijansko ter nekaj malega češčine in arabščine.

## Raziskave v filozofiji znanosti
Koyré je zaslužen predvsem kot filozof znanosti oziroma utemeljitelj historične epistemologije. V preučevanju velikih znanstvenikov 17. stoletja, zlasti Galileja, Keplerja, Newtona, je prišel do štirih ključnih ugotovitev: 
1. rojstvo moderne znanosti predstavlja popolni prelom s preteklim gledanjem na svet;
2. ta, tako imenovana »znanstvena revolucija«, predpostvalja in je obenem pogojena s prehodom od antično-srednjeveškega aristotelskega dojemanja sveta kot končnega, hierarhično razdeljenega kozmosa, razvrščenega na podlagi katogorij kvalitete, k neskončnemu, »matematičnemu« univerzumu, kjer vladajo razmerja kvantitete in kjer sta, za razliko od aristotelske fizike, Zemlja in Vesolje postavljena na isto raven, saj obema vladajo isti fizikalni zakoni;
3. ta sprememba je zahtevala popolno zamenjavo ene paradigme z drugo: ne le »krpanja« stare predstave o svetu, temveč uveljavitev popolnoma nove; ne le opazovanje empiričnih dejstev na podlagi eksperimentov, temveč vpeljava popolnoma nove teorije, znotraj katere dejstva sploh pridobijo svoj pravi pomen in eksperimenti svoj smisel;
4. ta prehod iz ene globalne teorije sveta k drugi je bil pogosto (oziroma tako rekoč v vseh primerih) tesno povezan s filozofskimi špekulacijami, religioznimi prepričanji, ter celo umetniškimi vrednotami in verskimi predsodki. Tako je npr. ugotovil, da je Galilej Keplerjevo ugotovitev, da se planeti gibljejo okrog Sonca po elipsah in ne po krožnicah, kot je verjel Kopernik, zavrnil na podlagi povsem neznanstvenih premišljanj, saj ni ustrezala njegovim estetskim predstavam. Toda, dodaja Koyré, tudi Kepler je prišel do svoje revolucionarne ugotovitve po nenavadni poti: na podlagi napačnih predpostavk je sklepal, da se planeti gibljejo v elipsah, in ko je to domnevo hotel matematično preveriti na podlagi Brahejevih meritev, je ugotovil, da ustreza dejanskemu stanju. Toda tudi Brahe je svoje ugotovitve utemeljil na napačni predpostavki, da se Sonce giblje okrog Zemlje, ostali planeti pa okrog Sonca.

Koyré je hotel zavrniti klasično predstavo o znanosti kot o vedno napredujočemu procesu: hotel je obnoviti zgodovinske okoliščine nastanka novih, revolucionarnih teorij in pokazati, kako težavna pot je vodila do njihovih odkritij. Nasprotoval je pozitivistični predstavi, ki je zavračala globalne teorije in je vztrajala, da mora znanost le opisati pojave, razmerja, ki vladajo med njimi, in zakone, ki jih določajo. Po Koyréju je vsaka znanost predvsem teorija ali spoznavanje resnice. Zato se pravi znanstvenik ne zadovolji le z izpopolnjevanjem ugotovitev o pojavih in zakonih, ki lahko »napovejo«, kaj se bo zgodilo, niti se ne zanima za uporabno vrednost svojih odkritij; tako kot Einstein (ki ga je Koyré izjemno občudoval) išče skrito resnico, ki se skriva »za« pojavi, in se vrača »k večnim neodgovorjenim vprašanjem, ki jih ostali zavračajo kot metafizična«. 
Človek po Koyréju vedno živi v okolju, ki je zgodovinsko pogojeno z mentalitetami, verskimi in filozofskimi prepričanji ter uveljavljenimi znanstvenimi predpostavkami: to je del človekovega »miselnega sveta« in čeprav je zasluga velikih znanstvenikov, da temeljito spremenijo te »miselne svetove«, se vedno gibljejo v njih in so z njimi pogojeni. Čeprav se človek vedno že giblje znotraj miselnega okvira, ki določa njegovo obzorje, lahko vedno spreminja ta okvir v iskanju resnice stvari: resnica je vedno povezana s teorijo in interpretacijo in je mimo njih ni mogoče spoznati. Zato je Koyré zavračal pesimistični relativizem, ki trdi, da je človek ujetnik svojih predstav in lahko spozna le »pozitivna« dejstva, ne pa resnice stvari. Človek, odgovarja Koyré, je res vedno »ujetnik svojih predstav«, a te so nekakšna očala, skozi katere lahko spoznava resnico: če se odpove prvim, izgubi tudi drugo; kdor se v strahu pred zmoto odpove vsem interpretacijam, ne bo napredoval v svojem spoznanju. Zato je Koyré pogosto ponavljal: »Slaba teorija je še vedno boljša kot nobena.«

## Raziskave na drugih področjih
Čeprav je Koyré znan predvsem kot filozof in zgodovinar znanosti, je prispeval pomembna odkritja tudi na drugih področjih. Na začetku svoje znanstvene kariere se je zanimal predvsem za zgodovino religioznih idej, s posebnim poudarkom na srednjeveških (Anzelm, Ibn Rušd, Nikolaj Kuzanski) in renesančnih mislecih (Giordano Bruno). Bil je velik poznavalec sholastike, raziskoval pa je tudi vpliv Platonovih in Aristotelovih skozi srednji vek in renesanso ter zgodovino mistike in alkimije. Ukvarjal se je tudi s psihologijo, kjer se je uveljavil s svojimi raziskavami o fenomenu laži (v eseju Réflexions sur le mensonge, objavljenem v New Yorku leta 1943). 
Koyré je deloval tudi kot prevajalec, zlasti iz latinščine, sodeloval je pri objavi številnih del klasičnih avtorjev v francoščini in angleščini.

## Vpliv
Koyré je s svojim delom vplival na številne teoretike: njegove teorije so tako ali drugače povzeli Hannah Arendt, Alexandre Kojève, Edmund Husserl, Georges Bataille, Louis Althusser in Jacques Lacan (ki se je razglašal za »Koyréjevega učenca«). Njegovo delo v ZDA sta nadaljevala zlasti Thomas Kuhn in Paul Feyerabend, v Sloveniji pa se z njim ukvarjala predvsem Matjaž Vesel in Igor Škamperle.
Po njem se imenuje center za raziskovanje zgodovine znanosti, ki je bil ustanovljen leta 1958 v okviru École des Hautes Études en Sciences Sociales prav na pobudo Alexandra Koyréja in Fernanda Braudela: Centre Alexandre Koyré - Centre de Recherche en Histoire des Sciences et des Techniques se je razvil v največjo francosko inštitucijo za raziskave na tem področju.

## Dela
- 1922 - L'idée de Dieu et les preuves de son existence chez Descartes
- 1923 - L'idée de Dieu dans la philosophie de saint Anselme
- 1929 - La philosophie de Jacob Boehme
- 1929 - La philosophie et le problème national en Russie au début du XIXe siècle
- 1939 - Études galiliennes (COBISS)
- 1943 - Réflexions sur le mensonge (COBISS)
- 1944 - Entretiens sur Descartes
- 1945 - Introduction à la lecture de Platon
- 1945 - Epimenide le Menteur. Ensemble et categorie
- 1950 - Études sur l'histoire de la pensée philosophiques en Russie
- 1955 - Mystiques, spirituels, alchimistes du XVI siècle allemand (COBISS)
- 1955 - A Documentary History of the Problem of Fall from Kepler to Newton
- 1957 - From the Closed World to the Infinite Universe
- 1961 - La révolution astronomique (COBISS)
- 1961 - Études d'histoire de la pensée philosophique (COBISS)
- 1965 - Newtonian Studies (posthumno) (fr Études newtoniennes (COBISS))
- 1966 - Études d'histoire de la pensée scientifique (posthumno)
- 1968 - Metaphysics & Measurement: Essays in Scientific Revolution (posthumno)
- 1968 - De la mystique à la science : cours, conférences et documents 1922-1962 (posthumno) (COBISS)

## Uredniško in prevajalsko delo
- Saint Anselme, Fidens quaerens intellectus (prev. Alexandre Koyré), J. Vrin, Pariz 1930.
- Nicolas Copernic, Des révolutions des orbes célestes (prev. Alexandre Koyré), A. Blanchard, Pariz 1970.
- Isaac Newton, Isaac Newton's Philosophiae naturalis principia mathematica (prevedla in uredila Alexandre Koyré in Isaac Bernard Cohen), Vol. 1, Harvard University Press, Cambridge [USA] 1972; Vol. 2, Introduction to Newton's Principia, Harvard University Press, Cambridge [USA] 1971.
- Baruch Spinoza, Traité de la réforme de l'entendement (prev. Alexandre Koyré), J. Vrin, Pariz 1974.

## Slovenski prevodi
- Od sklenjenega sveta do neskončnega univerzuma, Založba ŠKUC: Znanstveni inštitut Filozofske fakultete, Ljubljana 1988. (COBISS)
- Znanstvena revolucija: izbrani spisi iz zgodovine znanstvene in filozofske misli, Založba ZRC, Ljubljana 2006. (COBISS)
- Etape znanstvene kozmologije, v »Filozofski vestnik«,(en) letnik 26, št. 1 (2005).
- O vplivu filozofskih konceptov na razvoj znanstvenih teorij, v »Filozofski vestnik«, letnik 26, št. 1 (2005).
- Mistiki, spiritualisti, alkimisti XVI. stoletja v Nemčiji, KUD Logos, Ljubljana 2008 (COBISS)